# Кладонія
Кладонія (Cladonia) — рід лишайників родини кладонієві (Cladoniaceae). Назва вперше опублікована 1756 року.

## Будова
Лишайник має первинний та вторинний талом. Первинний у деяких видів накипний, у більшості дрібно чи крупнолускатий. У багатьох видів первинний талом зберігається протягом всього життя, у інших зникає і лишається лише вторинний талом (подеції), що розвиваються на первинному. Подеції всередині пусті і мають різноманітну форму: паличноподібну, сцифоподібну (у вигляді келиха) або у вигляді кущика з розгалуженими гілочками. Сцифоподібні подеції часто проліферують, тобто з центра сцифи чи по краях розвиваються нові подеції. На подеціях багатьох видів зустрічаються філокладії. Апотеції біаторинові, червоні, блідо чи темно-коричневі. Розвиваються на подеціях.

## Поширення та середовище існування
Один з найбільших родів кущових лишайників, що зустрічається по всьому світу від полярної зони до тропіків. Ростуть на ґрунті, в середині мохів, на гнійній деревиині, скелях, вкритих мохом.
Деякі види зростають в Україні, зокрема кладонія оленяча або ягель (Cladonia rangiferina), кладонія зірчаста або кладонія альпійська (Cladonia stellaris). Остання занесена до третього видання Червоної книги України (2009 р.).

## Застосування
Деякі види кдадонії є кормом північних оленів — т. з. оленій мох, що іноді виділяють до роду Cladina. Кладонію використовують для виробництва антибіотиків.

## Види
База даних Species Fungorum станом на 13.10.2019 налічує 226 видів (докладніше див. Список видів роду кладонія).

## Галерея

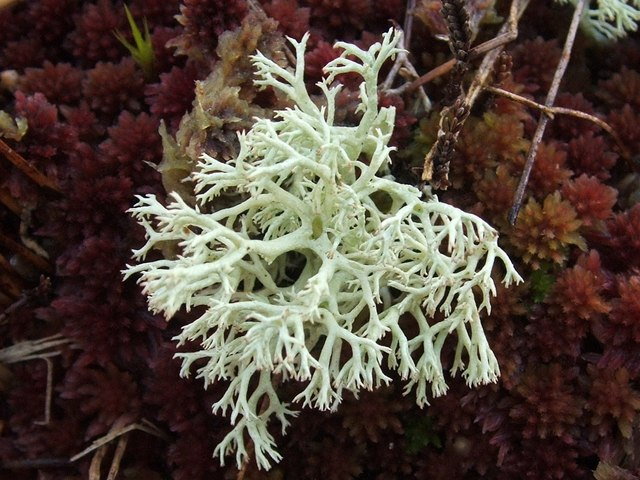
Cladonia arbuscula
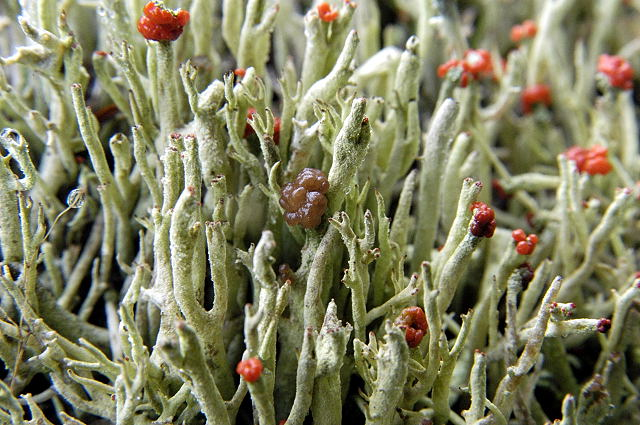
Cladonia gracilis
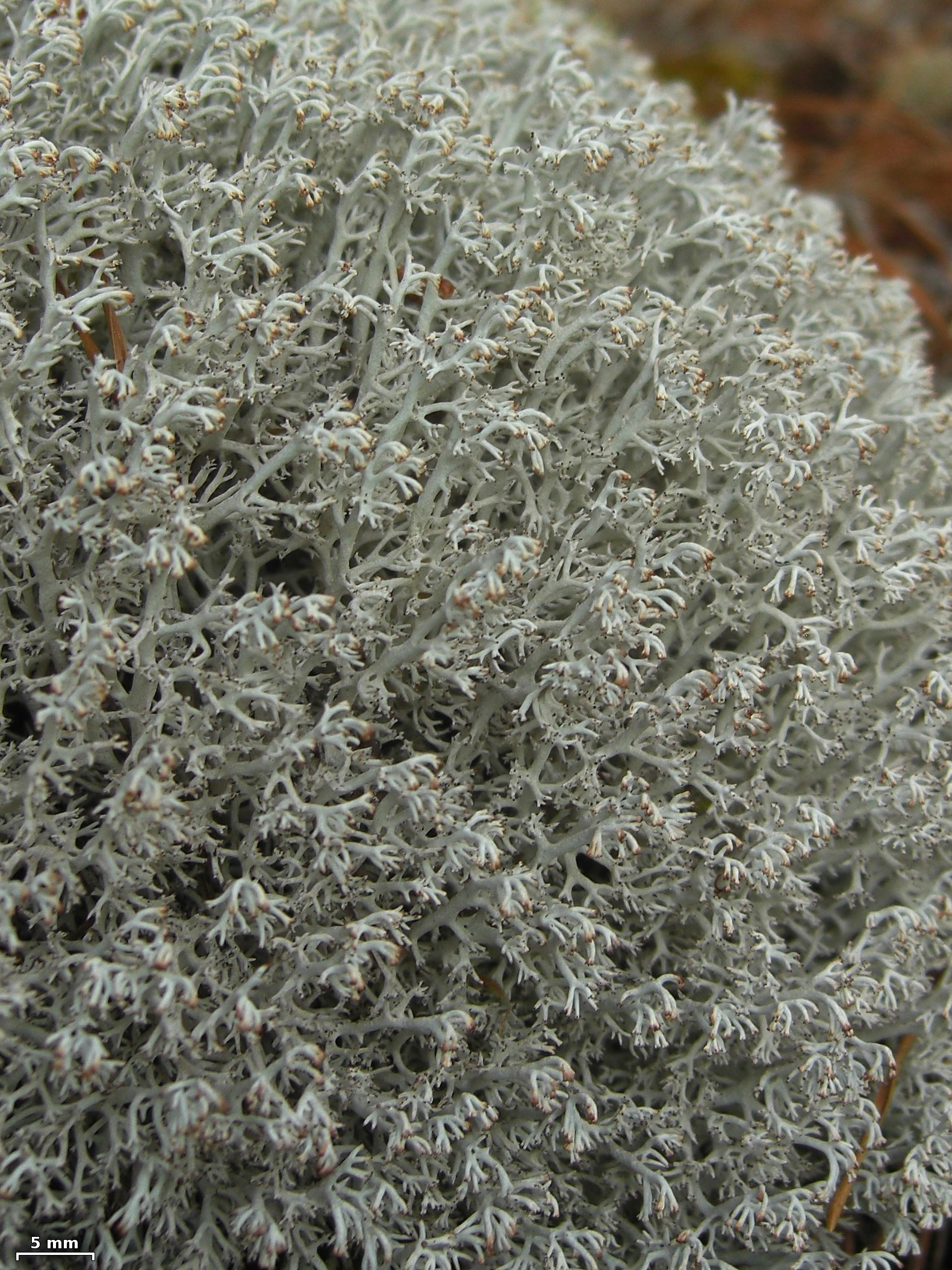
Cladonia rangiferina
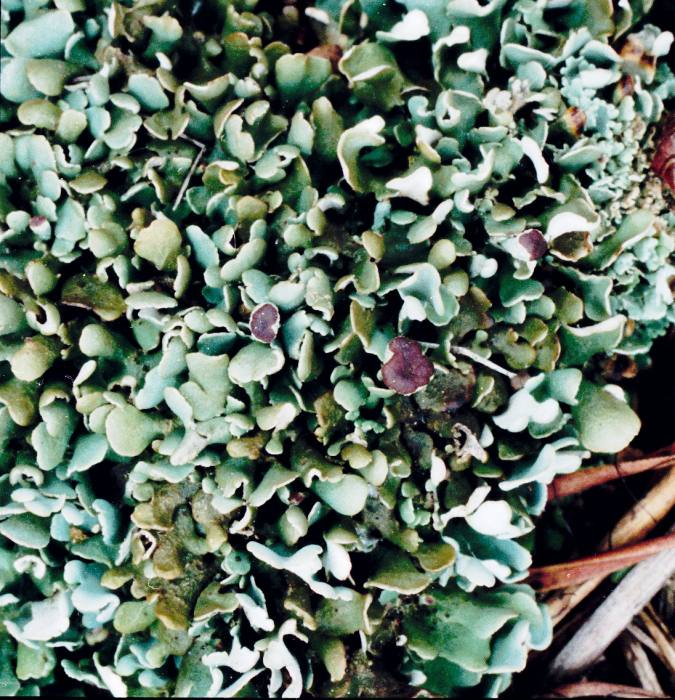
Cladonia sobolescens